# NFPA 704

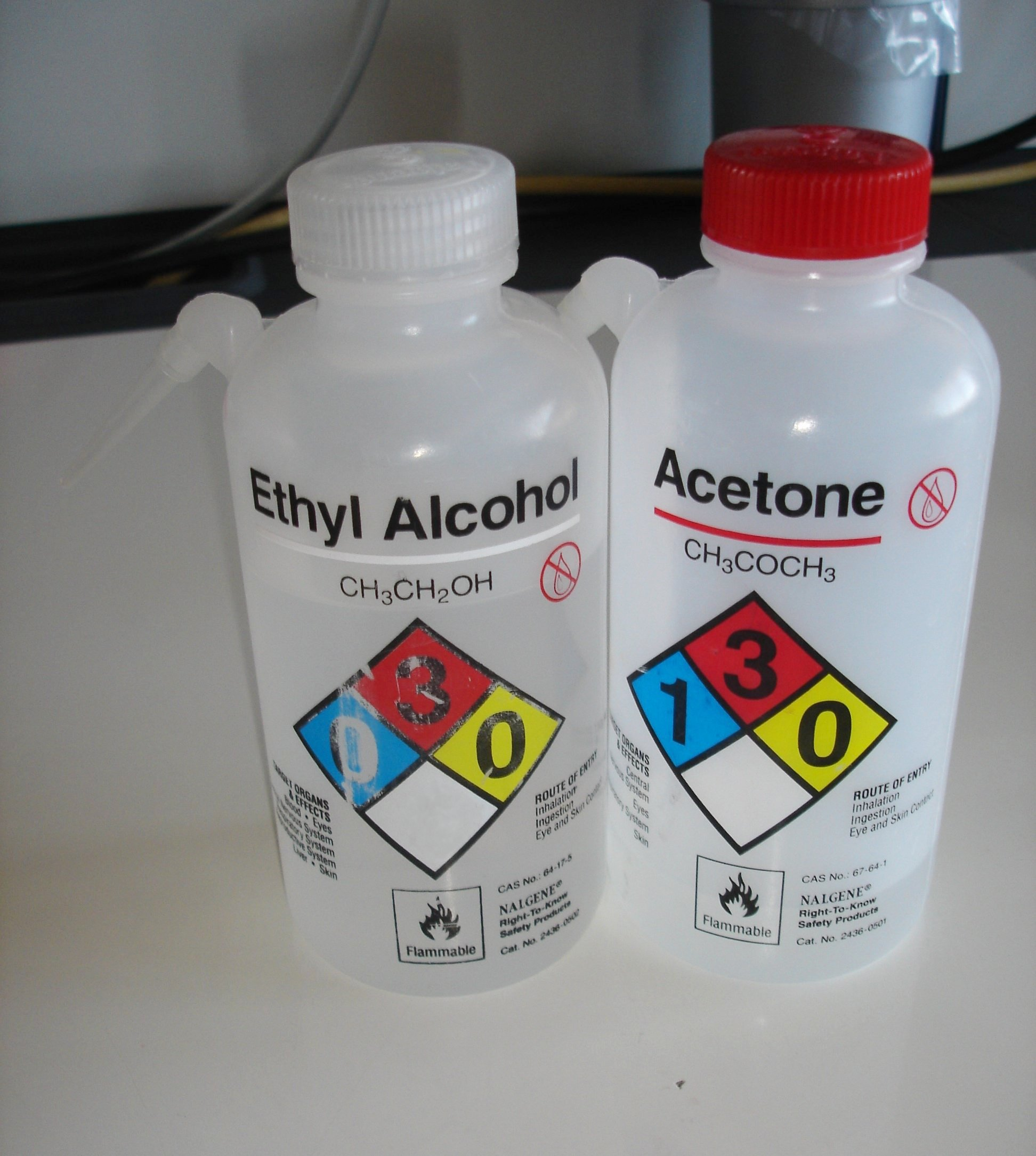
NFPA 704 na buteleczkach zawierających alkohol etylowy i aceton

NFPA 704 – standard wprowadzony w Stanach Zjednoczonych przez Narodowy Związek Ochrony Przeciwpożarowej (ang. National Fire Protection Association). Definiuje on diament ognia czyli charakterystyczny postawiony na wierzchołku kwadrat podzielony na cztery mniejsze kwadraty, używany przez służby ratunkowe do łatwej i szybkiej identyfikacji substancji, związanego z nią ryzyka, środków gaśniczych stosowanych do gaszenia pożaru, oraz innych zagrożeń i możliwości w czasie działań ratowniczych.

## Kolory
Diament ognia używa czterech podstawowych kolorów do oznaczania różnych typów zagrożeń:
- niebieski – zagrożenie dla zdrowia
- czerwony – palność
- żółty – niestabilność (dawniej reaktywność)
- biały – szczególne ryzyko

### Niebieski – zdrowie
| Zdrowie | Zdrowie                                                                                   | Zdrowie     |
| Symbol  | Znaczenie                                                                                 | Przykład    |
| ------- | ----------------------------------------------------------------------------------------- | ----------- |
| 0       | Brak zagrożenia dla zdrowia w wypadku normalnego kontaktu.                                | sacharoza   |
| 1       | Może spowodować tymczasowe uszkodzenie zdrowia.                                           | terpentyna  |
| 2       | Kontakt może spowodować przejściowe uszkodzenie zdrowia, z ryzykiem wystąpienia powikłań. | chloroform  |
| 3       | Krótki kontakt może spowodować poważne zatrucia.                                          | chlor       |
| 4       | Bardzo krótki kontakt może spowodować śmierć lub poważne zatrucie.                        | cyjanowodór |

### Czerwony – palność
| Palność | Palność | Palność        |
| Symbol  | Znaczenie | Przykład       |
| ------- | --- | -------------- |
| 0       | Substancja niepalna. | woda           |
| 1       | Materiał musi być silnie ogrzany, żeby mógł ulec zapłonowi. Temperatura zapłonu > 93 °C.                                           | kwas cytrynowy |
| 2       | Substancja musi być ogrzana lub wystawiona na wysoką temperaturę, aby zapłon mógł nastąpić. Temperatura zapłonu od 38 °C do 93 °C. | kwas octowy    |
| 3       | Ciecze i ciała stałe dające się zapalić w normalnych warunkach. Temperatura zapłonu od 27 °C do 38 °C.                             | heptan         |
| 4       | Substancja natychmiast się rozprasza w powietrzu i tworzy mieszaninę wybuchową lub wymaga rozpylenia.                              | propan         |

### Żółty – niestabilność/reaktywność
| Niestabilność | Niestabilność | Niestabilność  |
| Symbol        | Znaczenie | Przykład       |
| ------------- | --- | -------------- |
| 0             | Stabilny w normalnych warunkach, nie reaguje z wodą, nie ulega działaniu otwartego ognia.                                                                               | kwarc          |
| 1             | Stabilny w normalnych warunkach, lecz może stawać się niestabilny pod zwiększonym ciśnieniem, lub w wyższej temperaturze.                                               | fosfor         |
| 2             | Ulega niebezpiecznym chemicznym przemianom w zwiększonych temperaturach i ciśnieniu, reaguje z wodą, lub w wyniku reakcji z nią wytwarza wybuchowe produkty.            | sód            |
| 3             | Zdolny do detonacji, lub wybuchowego rozkładu pod wpływem silnego bodźca, musi być ogrzany żeby zainicjować reakcję, wybuchowo reaguje z wodą, lub wybucha od wstrząsu. | fluor          |
| 4             | Substancja zdolna do detonacji lub energicznego rozkładu w normalnych warunkach temperatury i ciśnienia.                                                                | nitrogliceryna |

### Biały – szczególne ryzyko
| Szczególne ryzyko (inne zagrożenia) | Szczególne ryzyko (inne zagrożenia)                               | Szczególne ryzyko (inne zagrożenia) |
| Symbol                              | Znaczenie                                                         | Przykład                            |
| ----------------------------------- | ----------------------------------------------------------------- | ----------------------------------- |
| W                                   | Reaguje energicznie z wodą w nieokreślony i niebezpieczny sposób. | cez                                 |
| OX                                  | Utleniacz                                                         | nadtlenek wodoru                    |
| OXY                                 | Utleniacz                                                         | nadtlenek wodoru                    |
| SA                                  | Prosty gaz duszący (asfiksjant)                                   | hel                                 |
| COR                                 | Żrący (kwas lub zasada)                                           | kwas siarkowy                       |
| ACID                                | Kwas                                                              | kwas siarkowy                       |
| ALK                                 | Zasada                                                            | wodorotlenek potasu                 |
| BIO                                 | Stwarza możliwość zagrożenia biologicznego.                       | czarna ospa                         |
| POI                                 | Trucizna                                                          | strychnina                          |
| CRY                                 | Substancja kriogeniczna (wytwarza niskie temperatury).            | ciekły azot                         |
| CRYO                                | Substancja kriogeniczna (wytwarza niskie temperatury).            | ciekły azot                         |
| CYL                                 | Substancja kriogeniczna (wytwarza niskie temperatury).            | ciekły azot                         |
|                                     | Substancja promieniotwórcza                                       | uran                                |

Uwaga: Tylko W, OX/OXY i SA są oficjalną częścią systemu NFPA 704.